# Glenea collaris
Glenea collaris é uma espécie de escaravelho da família Cerambycidae. Foi descrita por Francis Polkinghorne Pascoe em 1858. É conhecida a sua existência na Malásia e Bornéu.